# ASB Classic 1996
L'ASB Classic 1996 è stato un torneo di tennis giocato sul cemento. È stata l'11ª edizione del ASB Classic, che fa parte della categoria Tier IV nell'ambito del WTA Tour 1996. Si è giocato al ASB Tennis Centre di Auckland in Nuova Zelanda, dall'1 al 6 gennaio 1996.

## Campionesse

### Singolare
Sandra Cacic ha battuto in finale  Barbara Paulus con il punteggio di 6–3, 1–6, 6–4

### Doppio
Els Callens /  Julie Halard-Decugis hanno battuto in finale  Jill Hetherington /  Kristine Radford con il punteggio di 6–1, 6–0